# Irena Szewińska
Irena Szewińska, nata Kirszenstein (in ebraico אירנה שווינסקה‎?; Leningrado, 24 maggio 1946 – Varsavia, 29 giugno 2018), è stata una velocista, lunghista e dirigente sportiva polacca, campionessa olimpica dei 200 metri piani a Città del Messico 1968 e dei 400 metri piani a Montréal 1976, oltreché primatista mondiale contemporaneamente in tali specialità e nei 100 metri piani.

## Biografia
Nata a Leningrado, nella Russia sovietica da genitori ebrei polacchi, crebbe in Polonia.
Tra il 1964 e il 1980 ha partecipato a 5 edizioni dei Giochi olimpici, vincendo 3 ori, 2 argenti e 2 bronzi.
Il suo più grande successo è stato nella finale dei 200 metri ai Giochi di Città del Messico nel 1968, dove ha vinto la medaglia d'oro davanti alle australiane Raelene Boyle e Jenny Lamy, stabilendo il record mondiale in 22"58, primato in seguito migliorato da lei stessa.
Nel corso della propria carriera ha stabilito ben 6 record mondiali ed è stata la prima donna a detenere i primati mondiali dei 100 metri, 200 metri e 400 metri contemporaneamente. Inoltre ha vinto complessivamente 13 medaglie ai Campionati europei e tra il 1965 ed il 1979 ha raccolto 26 titoli nazionali polacchi.
È l'unica atleta ad aver vinto medaglie olimpiche in 5 specialità diverse (100 m, 200 m, 400 m, salto in lungo e staffetta 4×100 m).
Dal 1997 al 2009 è stata presidentessa della federazione polacca di atletica leggera. Nel 1998 viene nominata membro del Comitato Olimpico Internazionale ed a partire dal 2004 è stata a capo della federazione polacca di atletica leggera. Il 3 agosto 2005 è stata eletta terza donna della IAAF.
È stata membro dell'International Jewish Sports Hall of Fame e dal 17 maggio 2012 della IAAF Hall of Fame.
Affetta da neoplasia muore il 29 giugno 2018 a 72 anni.

## Record nazionali

### Seniores
- 400 metri piani: 49"28 (Montréal, 29 luglio 1976)

## Palmarès
| Anno | Manifestazione  | Sede              | Evento         | Risultato  | Prestazione | Note                  |
| ---- | --------------- | ----------------- | -------------- | ---------- | ----------- | --------------------- |
| 1964 | Giochi olimpici | Tokyo             | 200 m piani    | Argento    | 23"1        |                       |
| 1964 | Giochi olimpici | Tokyo             | Salto in lungo | Argento    | 6,60 m      |                       |
| 1964 | Giochi olimpici | Tokyo             | 4×100 m        | Oro        | 43"6        | Record mondiale       |
| 1966 | Europei         | Budapest          | 100 m piani    | Argento    | 11"5        |                       |
| 1966 | Europei         | Budapest          | 200 m piani    | Oro        | 23"1        |                       |
| 1966 | Europei         | Budapest          | Salto in lungo | Oro        | 6,55 m      |                       |
| 1966 | Europei         | Budapest          | 4×100 m        | Oro        | 44"4        |                       |
| 1968 | Giochi olimpici | Città del Messico | 100 m piani    | Bronzo     | 11"1        |                       |
| 1968 | Giochi olimpici | Città del Messico | 200 m piani    | Oro        | 22"5        | Record mondiale       |
| 1968 | Giochi olimpici | Città del Messico | Salto in lungo | 16ª        | 6,19 m      |                       |
| 1968 | Giochi olimpici | Città del Messico | 4×100 m        | Batteria   | 53"0        |                       |
| 1971 | Europei indoor  | Sofia             | Salto in lungo | Argento    | 6,56 m      |                       |
| 1971 | Europei         | Helsinki          | 200 m piani    | Bronzo     | 23"3        |                       |
| 1972 | Giochi olimpici | Monaco            | 100 m piani    | Semifinale | 11"54       |                       |
| 1972 | Giochi olimpici | Monaco            | 200 m piani    | Bronzo     | 22"74       |                       |
| 1974 | Europei indoor  | Göteborg          | 60 m piani     | Bronzo     | 7"20        |                       |
| 1974 | Europei         | Roma              | 100 m piani    | Oro        | 11"13       | Record dei campionati |
| 1974 | Europei         | Roma              | 200 m piani    | Oro        | 22"51       | Record dei campionati |
| 1974 | Europei         | Roma              | 4×100 m        | Bronzo     | 43"48       |                       |
| 1975 | Europei indoor  | Katowice          | 60 m piani     | Bronzo     | 7"26        |                       |
| 1976 | Giochi olimpici | Montréal          | 400 m piani    | Oro        | 49"28       | Record mondiale       |
| 1978 | Europei         | Praga             | 400 m piani    | Bronzo     | 50"40       | Record dei campionati |
| 1978 | Europei         | Praga             | 4×400 m        | Bronzo     | 3'26"76     |                       |
| 1980 | Giochi olimpici | Mosca             | 400 m piani    | Semifinale | 53"13       |                       |

## Altre competizioni internazionali
1977
- Oro in Coppa del mondo ( Düsseldorf), 400 m piani - 49"52